# Clarksville, Tennessee
Clarksville este un oraș și sediul comitatului Montgomery, statul Tennessee, și cel de-a cincea localitate ca număr de locuitori, după Memphis, Nashville, Knoxville și Chattanooga..  Localitatea număra 132.957 de locuitori la data recensământului din 2010, având o populație estimată la 146.806 în 2014. 
Clarksville este principala localitate a zonei metropolitane Clarksville TN-KY metropolitan statistical area, care constă din două comitate (comitatele Montgomery și Stewart) din statul Tennessee și alte două (comitatele Christian și Trigg) din statul Kentucky.

## Personalități născute aici
- Wilma Rudolph (1940 - 1994), atletă.